# Laura Ling
Laura G. Ling (chinesisch 凌志美; pinyin Líng Zhìměi; * 1. Dezember 1976 in Carmichael, USA) ist eine amerikanische Journalistin, die für Current TV als Korrespondentin arbeitet. Sie und ihre Kollegin, die Journalistin Euna Lee, wurden 2009 in Nordkorea inhaftiert, nachdem sie angeblich von der Volksrepublik China aus, ohne Visa, die Grenze nach Nordkorea übertreten hatten. Nachdem der frühere US-Präsident Bill Clinton nach Nordkorea geflogen war und sich dort mit Kim Jong-il getroffen hatte, wurden sie schließlich begnadigt.

## Leben und Karriere
Ling hat taiwanische Wurzeln. Ihre Eltern sind Doug und Mary Ling. Sie wuchs in Sacramento auf. Ihre Schwester Lisa Ling ist als Sonderkorrespondentin für die The Oprah Winfrey Show, die Reihe National Geographic Explorer und CNN tätig. Laura Ling studierte an der Del Campo High School in Fair Oaks in Kalifornien und graduierte 1998 mit einem Abschluss in Kommunikation an der Universität von Kalifornien in Los Angeles. Sie ist verheiratet mit Iain Clayton, mit dem sie eine gemeinsame Tochter hat.
Ihre Karriere als Journalistin begann zunächst als Produzentin beim Channel One News, dann bei Dokumentarserien bei MTV. Danach wechselte sie zu Current TV, wo sie über Kuba, Indonesien, die Philippinen, die Türkei, das Westjordanland und vom Amazonas berichtete, aber auch über die Elendsviertel in São Paulo, Gangs und Obdachlose in Los Angeles und die Underground churches in der Volksrepublik China. Vor ihrer Festnahme hatte sie über den mexikanischen Drogenkrieg berichtet.

## Die Festnahme in Nordkorea 2009
In der letzten Märzwoche 2009 gab Nordkorea bekannt, dass zwei amerikanische Journalistinnen festgenommen und angeklagt worden seien, wegen des illegalen Versuchs das Land zu betreten. Am 3. Mai 2009 wurde offiziell bekanntgegeben, dass es sich bei den festgenommenen Journalistinnen um Ling und Euna Lee handelt. Die Festnahme erfolgte, nachdem sie versucht hatten, Flüchtlinge an der Grenze zur Volksrepublik China zu filmen. Im Juni 2009 wurden sie wegen illegalen Betretens von Nordkorea und nicht näher spezifizierten feindlichen Handelns zu zwölf Jahren Arbeitslager verurteilt. Viele Medien sprachen von einem Schauprozess. Lisa Ling verkündete, dass ihre Schwester und Euna Lee, als sie die USA  verließen, nicht vorgehabt hätten, nach Nordkorea einzureisen. Sie gab außerdem bekannt, dass ihre Schwester ärztliche Versorgung benötige, da sie an einem Ulcus leide.
Die Regierung der Vereinigten Staaten unternahm diplomatische Anstrengungen, um das Urteil aufzuheben.
Ling wurde schließlich zusammen mit Euna Lee begnadigt, nachdem der frühere US-Präsident Bill Clinton am 4. August 2009 Nordkorea einen nicht angekündigten Besuch abstattete. Beide kehrten daraufhin in die USA zurück.